# Всехсвятский студенческий городок

Памятник В. И. Ленину

Всехсвя́тский студе́нческий городо́к — комплекс общежитий в стиле конструктивизма, построенный в 1929—1935 гг. по проекту архитекторов Б. В. Гладкова, П. Н. Блохина и А. М. Зальцмана. Имеет статус заявленного объекта культурного наследия.
Адрес: Головановский переулок, 6/21, корпуса 1-4.

## История
Комплекс общежитий был построен в 1929—1935 по типовому проекту архитекторов Б. В. Гладкова, П. Н. Блохина и А. М. Зальцмана для студентов и аспирантов нескольких московских ВУЗов. Аналогичные проекты разработаны для Дорогомилова и Анненгофской рощи. Располагался городок в бывшем селе Всехсвятском, вошедшем в 1917 году в состав Москвы.
В состав комплекса входило 6 прямоугольных корпусов для холостых студентов и 2 Н-образных корпуса для семейных студентов и аспирантов. Между корпусами находился широкий бульвар с фонтаном, памятником Ленину, беговыми дорожками и спортивными площадками. Изначально в центре бульвара планировалось построить клуб; позднее здание клуба соорудили близ Часовой улицы.
Во время войны часть корпусов пострадала.
В 2000-х годах 2 Н-образных и 2 прямоугольных корпуса были снесены, а на их месте появились многоэтажные новостройки. На сегодняшний день сохранилось 4 прямоугольных корпуса, памятник Ленину и остатки фонтана и сквера.
Рядом со студенческим городком находился гараж первых московских троллейбусов.